# キリスト者の完全
『キリスト者の完全』（"Plain Account of Christian Perfection"）は、18世紀のイギリスで興ったメソジスト運動の中心的人物ジョン・ウェスレーの著書。

## 内容
この書に紹介された「キリスト者の完全」における「完全」は、神についてのみ言い得る哲学的な、絶対的完全を意味しない。「キリスト者の」と限定されているように、クリスチャンが恵みによって、また、信仰によって領有することのできる信仰の状態、すなわちアダムの堕罪以来、すべての人のものとなった「肉」の性質（罪に傾く思い、SIN）を、聖霊によってきよめられ、その支配から解放たれた心の状態を言い表している。欠点や過誤のないことではなく、その動機において、絶えず神の愛（アガペー）に支配された状態である。
この転機的なきよめの経験の後にも、その人は生涯かけて、恵みによって、キリストの満ち満ちた愛の身たけに達するまで、様々な原因から来る罪への傾き易さを克服して、愛に成長してゆく。成長の余地を残している、愛における動機の「完全」を「キリスト者の完全」と表現する。

## 継承
これは、ウェスレー派のメソジストときよめを強調するホーリネス派に継承されている。

## 翻訳
- 森渓川訳「基督者の完全」、一粒社、1937
- 赤沢元造訳「基督者の完全」（復刻版）、IGM/WGM出版協会、1952
- 気賀重躬訳「キリスト者の完全」、新教出版社、1958 ― 『ウェスレー篇』キリスト教古典叢書 IX
- 竿代忠一訳、「キリスト者の完全」、日本ウェスレー出版協会、1963
- 竿代忠一、蔦田真実訳、「キリスト者の完全」、日本ウェスレー出版協会、1987 ― ジョン・ウェスレーとジョン・フレッチャーのものが合冊。
- 藤本満訳、「キリスト者の完全」、イムマヌエル綜合伝道団・出版事業部、2006